# Храм Пресвятого Сердца Иисуса (Самара)
Храм Пресвятого Сердца Иисуса (также известен как Польский костёл) — католический храм, находящийся в Самаре. Храм является приходом Среднеповолжского деканата Епархии Святого Климента с центром в Саратове.

## История

### Дореволюционный период
В начале 1890-х годов самарская католическая община, состоявшая, главным образом, из поляков, собрала средства для покупки участка земли и построила на нём деревянную церковь. В 1902 году началось возведение каменного здания по проекту московского архитектора Фомы Богдановича.
Строительство продолжалось по 1906 год и обошлось примерно в 80 тысяч рублей. Строительство вели нижегородские каменщики под руководством Александра Щербачёва.

В построенном на Саратовской улице костёле в настоящее время устилается плитками пол и доканчивается внутреннее устройство. Великолепный орган, выписанный из Австрии и обошедшийся в около 5000 рублей, уже установлен. В начале февраля костел будет совершенно окончен и 12 февраля предполагается его освящение

— новость в газете «Голос Самары» от 25 января 1906 года

### Советские годы
Освящение церкви состоялось 12 февраля 1906 года. Храм действовал до 20-х годов XX века. В 30-х годах храм был закрыт и разграблен, в 1941 году в нём разместился краеведческий музей.

### Современное состояние
В 1991 году здание было передано католической общине. К 1996 году храм был отреставрирован и повторно освящен в честь праздника Пресвятого Сердца Иисуса. 31 мая 2000 года на шпили храма были водружены кресты.
На сегодняшний день, в приходе проводится катехизация, регулярно проводятся экуменические встречи «Тезе», существует библейский кружок, католическая библиотека, выпускается приходская газета. Помещение храма нередко используется для проведения концертов духовной и классической музыки, открыто для экскурсий и индивидуального посещения.

## Архитектура
Храм является неоготической псевдобазиликой. Храм имеет форму креста, с поперечным трансептом, в три нефа. Фасад украшен пинаклями. Высота башен — 47-метров. В первоначальном виде храм был богато украшен, внутри до 1913 года располагался орган. В настоящее время в алтаре находится фреска — копия картины Сальвадора Дали «Христос Святого Иоанна Креста»

## Служители храма
- Временно управляющий делами прихода — о. Данило Магела де Фрейтас;
- Настоятель — о. Януш Блаут;
- Монахини — сёстры-служительницы Непорочного Зачатия Пресвятой Девы Марии — Марта Срока и Эдита Мазуркевич.

## Галерея
- Фасад
- Одна из башен храма
- Витраж над дверью в храм
- Интерьер храма

## Адрес
Храм располагается по адресу: улица Фрунзе, дом 157